# Talinella
Talinella, biljni rod iz porodice Talinaceae, po nekima sinonim je za Talinum. Sastoji se od blizu 12 vrsta sa otoka Madagaskara.
Rod je opisan 1886.

## Vrste
1. Talinella albidiflora Appleq.
2. Talinella ankaranensis Appleq.
3. Talinella boiviniana Baill., tip
4. Talinella bosseri Appleq.
5. Talinella dauphinensis Scott Elliot
6. Talinella grevei Danguy
7. Talinella humbertii Appleq.
8. Talinella latifolia Appleq.
9. Talinella microphylla Eggli
10. Talinella pachypoda Eggli
11. Talinella tsitondroinensis Appleq.
12. Talinella xerophila Appleq.